# 天主教聖約翰教區
天主教聖約翰教區（拉丁語：Dioecesis Sancti Ioannis Canadensis）是加拿大一個位於紐賓士域的天主教教區，屬蒙克頓總教區。2004年教友有112,710人、58個堂區、76名司鐸。現任主教為克里斯徹恩·里斯貝克，榮休主教為羅勃·哈里斯。
1842年9月30日自天主教夏洛特敦教區析出。